# Hrabstwo Marshall (Missisipi)
Hrabstwo Marshall (ang. Marshall County) – hrabstwo w stanie Missisipi w Stanach Zjednoczonych. Obszar całkowity hrabstwa obejmuje powierzchnię 709,80 mil² (1838,37 km²). Według szacunków United States Census Bureau w roku 2009 miało 36 900 mieszkańców.
Hrabstwo powstało w 1836 roku.

## Miejscowości

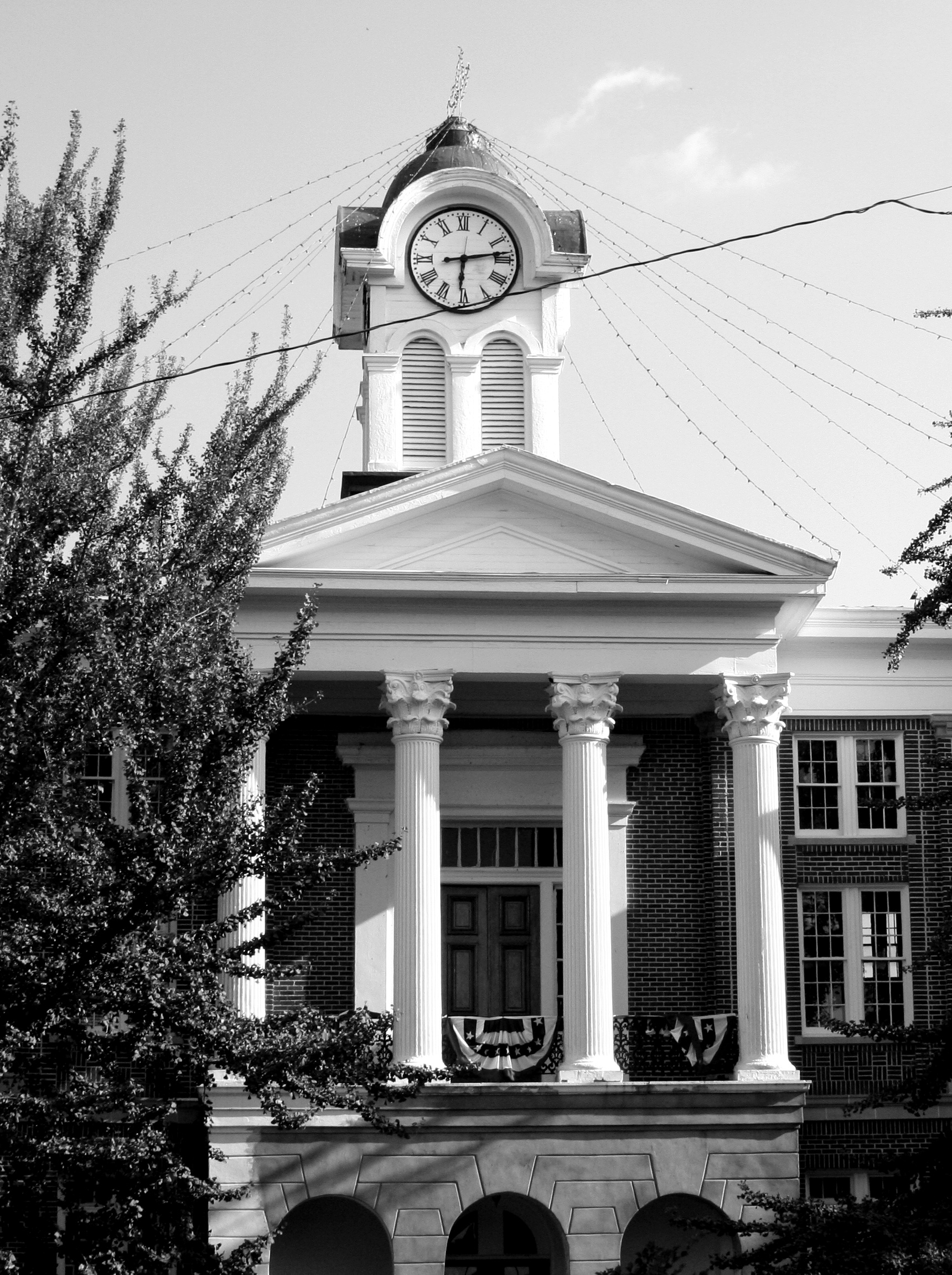
Budynek administracji (courthouse) w Holly Springs

- Byhalia
- Holly Springs
- Potts Camp[4]

| Populacja hrabstwa w poprzednich latach | Populacja hrabstwa w poprzednich latach |
| Rok                                     | Liczba ludności                         |
| --------------------------------------- | --------------------------------------- |
| 1980                                    | 29 255                                  |
| 1990                                    | 30 361                                  |
| 2000                                    | 34 993                                  |
| 2005                                    | 35 659                                  |